# 18024 Dobson
18024 Dobson è un asteroide della fascia principale. Scoperto nel 1999, presenta un'orbita caratterizzata da un semiasse maggiore pari a 3,1811036 UA e da un'eccentricità di 0,0741893, inclinata di 9,53683° rispetto all'eclittica.